# Aleksandr Lodygin

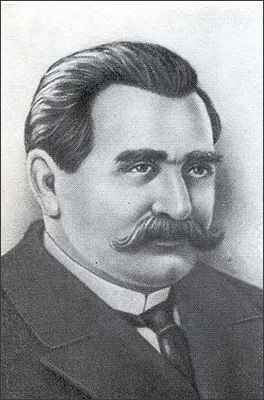
Alexander Lodygin

Aleksandr Nikolajevitsj Lodygin (Russisch: Александр Николаевич Лодыгин) (Stensjino, 18 oktober [O.S. 6 oktober] 1847 – New York, 16 maart 1923) was een Russisch elektrotechnicus en uitvinder. Hij was een van de vele uitvinders van de gloeilamp.

## Biografie
Lodygin werd geboren in een dorp gelegen in het Russische Gouvernement Tambov. Zijn ouders kwamen uit een zeer oude, adellijke familie (afstammeling van Andrej Kobyla, net als de Romanovs) maar leefden van een bescheiden inkomen. Hij studeerde aan de cadettenschool van Tambov (1859-1865), diende kort in het 71ste Belev-regiment en studeerde verder aan de infanterieschool van Moskou. (1866-1868). Na zijn afstudering verliet hij het leger en ging hij aan de slag als arbeider in een wapenfabriek in Toela.
In 1872 besloot hij naar Sint-Petersburg te gaan om lezingen te volgen aan het Technologisch Instituut van Sint-Petersburg. Daarnaast begon hij te werken aan een 'elektrische helikopter'. Omdat deze een of andere verlichting zou vergen, begon hij als eerste met de ontwikkeling van een elektrische lamp.
Vanaf 1875 raakte hij geïnteresseerd in de socialistische ideeën van de Narodniki. In de jaren 1880, nadat de Narodniki tsaar Alexander II van Rusland hadden vermoord, werden er dwangmaatregelen uitgevoerd tegen hun organisatie. Hierdoor moest Lodygin in 1884 noodgedwongen Rusland verlaten en emigreerde hij naar Frankrijk en later door naar de Verenigde Staten. Daar huwde hij 1895 de Duitse verslaggeefster Alma Schmidt, de dochter van een elektrotechnicus.
In 1907 keerde hij terug naar Rusland waar hij zijn werk verder voortzette Hij deed een aantal uitvindingen, waaronder een nieuw type elektromotor, elektrisch lassen, wolfraamlegeringen en elektrische smeltovens. Daarnaast gaf hij les aan het Instituut voor Elektrotechniek van Sint-Petersburg en was hij betrokken bij aanleg van de Sint-Petersburgse spoorwegen.
Na de Russische Revolutie van 1917 emigreerde Lodygin definitief naar de Verenigde Staten. Een aanbod van de Sovjet-Unie om te werken aan hun nationale plan voor de elektrificatie van Rusland sloeg hij af. Hij overleed op 75-jarige leeftijd in de New Yorkse borough Brooklyn.

## Carrière

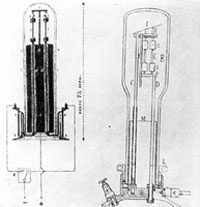
Lodygins gloeilamp

In 1872 vond Lodygin zijn versie van de gloeilamp uit. Als gloeidraad gebruikte hij een zeer dun koolstofstaafje dat gemonteerd was onder een geëvacueerde glazen stolp. In augustus 1873 demonstreerde hij een prototype van zijn elektrische lamp tijdens een college natuurkunde in het Technologisch Instituut van Sint-Petersburg. Op 11 juli 1874 verkreeg hij een Russisch octrooi voor zijn gloeilamp. Ook patenteerde hij zijn uitvinding in Oostenrijk, Groot-Brittannië, Frankrijk en België.
In de jaren 1873/74 voerde hij proeven uit met elektrische verlichting in de straten van Sint-Petersburg, op schepen, etc. Hij installeerde niet minder dan tweehonderd van zijn lampen op de marinewerf. In 1874 beloonde de Petersburgse Academie der Wetenschappen hem met de Lomonosovprijs van 50.000 roebel. Datzelfde jaar richtte hij ook het bedrijf Elektrische lampbedrijf A.N. Lodygin & Co. op om zijn lampen te exploiteren, maar daar kwam niets van terecht want Lodygins constructie voldeed op den duur toch niet en te onvoordelig in het gebruik.

## Nalatenschap
Lodygins ideeën en uitvindingen waren zijn tijd ver vooruit. Zo vond hij de gloeilamp uit ruim voordat Thomas Alva Edison of Joseph Swan dat zouden doen, alleen was zijn lamp commercieel niet winstgevend. Het duikapparaat dat hij uitvond kwam sterk overeen met het moderne scuba-ademautomaat. Zelfs zijn idee voor een elektrische helikopter werd vele jaren later (her)gebruikt door Igor Sikorsky.